# Messidor (pel·lícula)
Messidor és un llargmetratge suís dirigit per Alain Tanner, estrenat el 1979. Ha estat doblat al català.

## Argument
Dues joves dones suïsses a la vintena, de mitjans molt diferents (una és estudiant d'història i l'altre, funcionària) es troben mentre fan autoestop. Viatgen pel camp suís, buscant una pausa en les seves vides i relacions insatisfactòries. Quan els diners que gasten en restaurants i hotels s'esgota, dormen als estables i pidolen. Una pistola trobada en un cotxe les converteix en lladres. Comproven finalment que no hi ha ganes de tornar al seu antic món. El títol ve del nom que una de les actrius pretén tenir quan se li planteja la pregunta a la pel·lícula

## Repartiment
- Clémentine Amouroux: Jeanne Salève
- Catherine Rétoré: Marie Corrençon
- Franziskus Abgottspon
- Gerald Battiaz

## Nominacions
- Festival Internacional de Cinema de Berlín (Os d'or)